# Club sportif Fortuna
Maillots
Le Club Sportif Fortuna est un club sportif de Saint-Sébastien. C'est un club multi-sport avec de nombreuses sections et dont la vocation est de promouvoir le sport de base. La section aviron collabore actuellement avec le club Kaiarriba et leur trainière unifiée Donostiarra.

## Histoire
Le club a son origine dans la dissolution, en 1909, du Club Cycliste de Saint-Sébastien. À la suite de cette dissolution sont apparues, d'une part, la Real Sociedad de Football et, d'autre part, la Peña Fortunista, qui s'est constituée dans le Club Sportif Fortuna en 1911.
Depuis les premières années on a déjà créé diverses sections comme le football, l'athlétisme, la pelote, l'alpinisme, le cyclisme, la natation, etc.
En 1919, le club a organisé pour la première fois la célèbre course pédestre Béhobie - Donostia.

## Section aviron
La section d'aviron a été créée au début des années 80. À la fin de cette décennie ce club a obtenu 3 drapeaux de trainières et ont pris part dans le Drapeau de La Concha. De la même manière, il a gagné le Championnat du Guipuscoa de trainerillas en 1989.
En 2009, il s'est joint au projet de la trainière unifiée de Donostiarra.
En catégorie féminine, il a gagné le Championnat du Guipuscoa de batels en 2002 et 2004.

### Sources
- (es) Cet article est partiellement ou en totalité issu de l’article de Wikipédia en espagnol intitulé « Club Deportivo Fortuna » (voir la liste des auteurs).